# Dmitrij Trienin

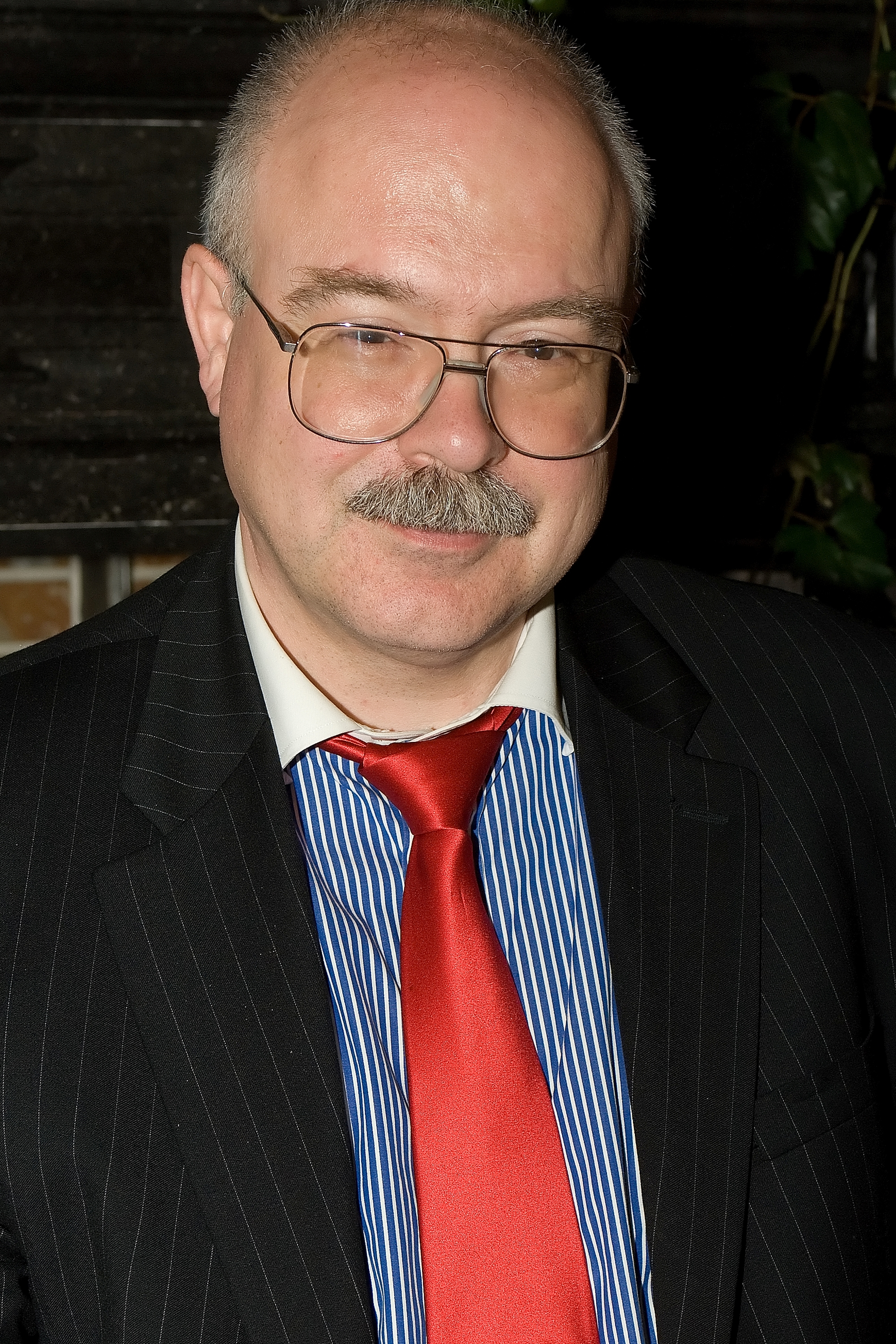
Dmitrij Witaljewicz Trienin

Dmitrij Witaljewicz Trienin (ros. Дмитрий Витальевич Тренин, ur. 1955) – rosyjski politolog, wicedyrektor Moskiewskiego Centrum Carnegie i przewodniczący jego rady naukowej. W ramach centrum szefuje Programowi Polityki Zagranicznej i Bezpieczeństwa. Publikował na łamach m.in. „Foreign Affairs”.
Trenin wskazywał na koniec podziału Wschód-Zachód i konieczność odejścia Rosji od spojrzenia eurazjatyckiego. Swoje poglądy wyłożył m.in. w pracy pt. „Integracja i tożsamość. Rosja jako »nowy Zachód«”. Zdaniem Trenina obecnie mamy do czynienia z formowaniem się trzeciego w kolejności „Zachodu”, który utożsamia z kręgiem cywilizacji zachodniej. „Pierwszym Zachodem” miał być Zachód europocentryczny (od XV od początków XX wieku), drugim – amerykanocentryczny w czasie zimnej wojny. Trzeci narodził się po zakończeniu zimnej wojny i jest to „Zachód o zasięgu światowym”. Twierdzi, że dziś nowy Zachód obejmuje Amerykę Północną, Unię Europejską, Japonię, Koreę Południową, Australię i w dużej mierze kraje Europy Wschodniej oraz Turcję.

## Publikacje
- „Should We Fear Russia?”[2] (2016) ISBN 978-1509510917.
- „Koniec Jewrazii: Rossija mieżdu gieopolitikoj i głobalizacyjej” (2001)
- „Intiegracyja i idienticznost’: Rossija kak nowyj Zapad” (2006)
- „Getting Russia Right” (2007).